# Ronan Farrow

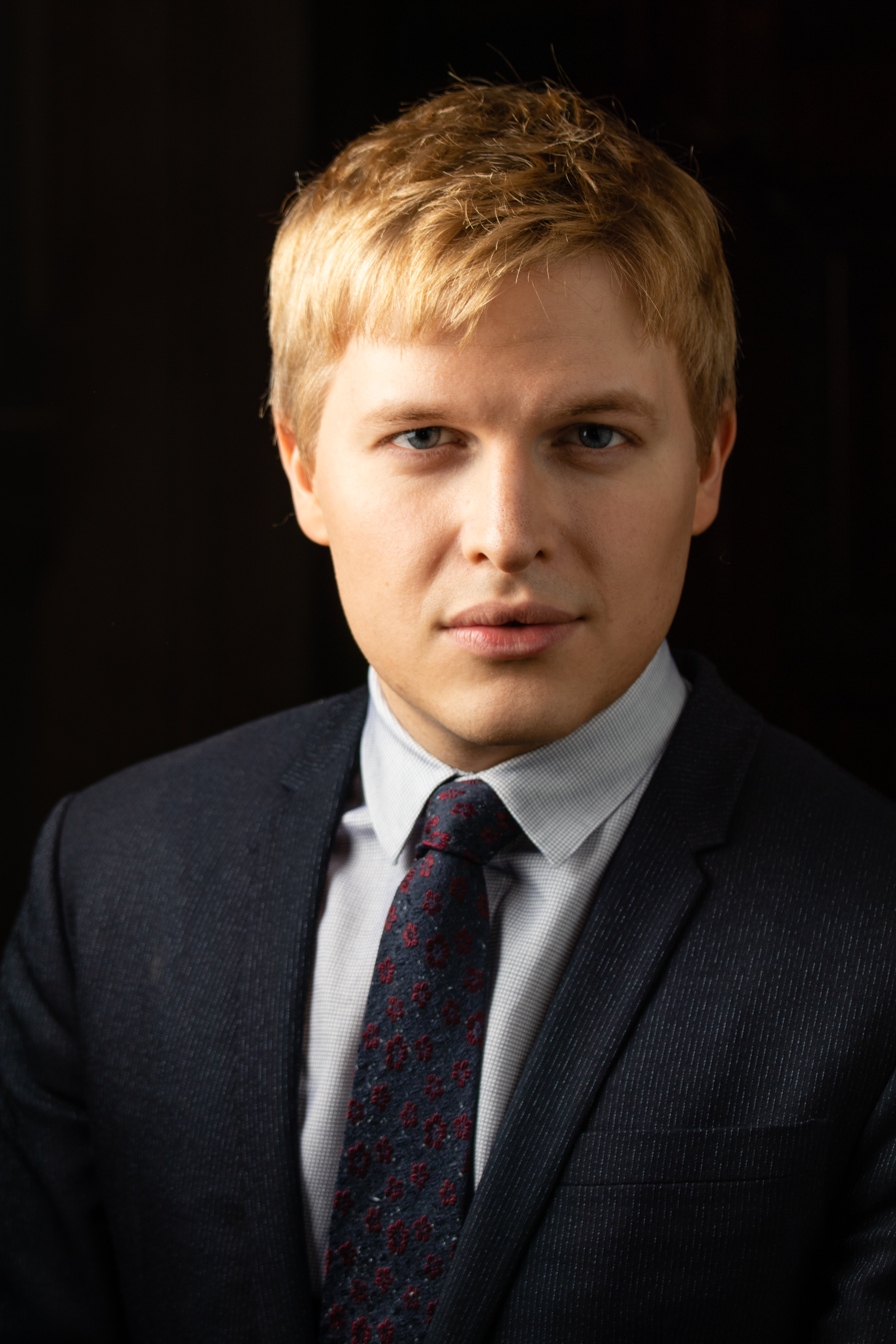
Ronan Farrow (2018)

Satchel Ronan O’Sullivan Farrow (* 19. Dezember 1987 in New York City) ist ein US-amerikanischer Anwalt, Journalist, Buchautor und ehemaliger Berater der US-Regierung.

## Leben
Ronan Farrow ist der Sohn von Mia Farrow. Sein Vater im rechtlichen Sinne ist Woody Allen, jedoch ist bis heute ungeklärt, ob Allen oder Frank Sinatra sein leiblicher Vater ist. Benannt wurde er nach dem Baseballspieler Satchel Paige und Mia Farrows Mutter, der Schauspielerin Maureen O’Sullivan. Den Nachnamen Farrow erhielt er, um nicht als einziges Kind der Großfamilie Allen zu heißen.
Farrow übersprang mehrere Schulklassen, kam mit elf Jahren an das Center for Talented Youth, absolvierte das Bard College at Simon’s Rock, ein privates Liberal-Arts-College bei Pittsfield (Massachusetts), und das Bard College, das er im Alter von 15 Jahren mit einem Bachelor of Arts abschloss. Nach einer Auszeit schrieb er sich an der Yale Law School ein, die er 2009 mit dem Juris Doctor abschloss. Farrow wurde im New York State als Anwalt zugelassen.
Von 2001 bis 2009 war er UNICEF-Sprecher für die Jugend und als solcher ein „Anwalt“ für Kinder und Frauen in der Darfur-Krise. 2009 wurde Farrow zum Sonderberater der Obama-Regierung berufen für humanitäre und NGO-Angelegenheiten im Amt des Sondergesandten für Afghanistan und Pakistan als Nachfolger von Richard Holbrooke. Farrow hatte bereits zuvor als Redenschreiber für Holbrooke gearbeitet. 2011 wurde Farrow für Außenministerin Hillary Clinton Sonderberater für Jugendthemen weltweit. Farrow verließ die US-Regierung 2012 und begann ein Rhodes-Stipendium an der University of Oxford.
Farrow versteht sich als Teil der LGBT-Community. Sein Partner ist seit 2011 der Moderator und ehemalige Obama-Redenschreiber Jon Lovett.
Für seine Beiträge im New Yorker zum Weinstein-Skandal erhielt Farrow 2018 den Pulitzer Prize for Public Service. Ebenfalls 2018 erschien sein Buch War on Peace, auf Deutsch unter dem Titel Das Ende der Diplomatie im Rowohlt Verlag erschienen. Am 3. Dezember zeichnete ihn die Jury des Deutschen Reporterpreises mit dem Sonderpreis für Investigation aus.

## Kritik
Farrow wurden als Reporter jedoch auch schwerwiegende Ermittlungsfehler vorgeworfen. So behauptete er in einem Aufsehen erregenden Artikel im New Yorker, die Steuerunterlagen von Donald Trumps Rechtsanwalt Michael Cohen seien unzulässig von dem Computer der Steuerbehörden verschwunden. Die Falschanschuldigung beruhte nach Untersuchungen der Staatsanwaltschaft und nach Gerichtsdokumenten auf von ihm fehlerhaft ausgewerteten Informationen. Die New York Times schreibt über Farrow: „Mr. Farrow [ ] ist kein Fabeldichter. Seine Berichterstattung kann irreführend sein, aber er erfindet keine Dinge. Seine Arbeit offenbart jedoch die Schwäche einer Art Widerstandsjournalismus, der im Zeitalter von Donald Trump gediehen ist: Wenn Reporter geschickt mit den Gezeiten der sozialen Medien mitschwimmen und schädliche Berichte über Persönlichkeiten des öffentlichen Lebens produzieren, die dem Internet-Mainstream am meisten missfallen …“
Im Fall eines mutmaßlichen Vergewaltigungsopfers von Harvey Weinstein hätten die „Fact Checker“ des New Yorker, in dem Farrows große Weinstein-Geschichte erschien, erfahren, dass seine Schilderung teilweise wohl nicht stimmte. Im Prozess gegen Weinstein wurde der entsprechende von Farrow eindeutig geschilderte Fall dann aussortiert.

## Veröffentlichungen

### Bücher
- War on Peace: The End of Diplomacy and the Decline of American Influence. William Collins, London 2018, ISBN 978-0-00-757563-3.
  - deutsch: Das Ende der Diplomatie. Warum der Wandel der amerikanischen Außenpolitik für die Welt so gefährlich ist. Rowohlt, Reinbek 2018, ISBN 978-3-498-02006-4.
- Catch and Kill: Lies, Spies, and a Conspiracy to Protect Predators. Little, Brown and Company, Boston 2019, ISBN 978-0-316-48663-7.
  - deutsch: Durchbruch. Der Weinstein-Skandal, Trump und die Folgen. Rowohlt, Hamburg 2019, ISBN 978-3-498-00114-8.

### The New Yorker
- Weighing the Costs of Speaking Out About Harvey Weinstein. In: The New Yorker. 27. Oktober 2017, ISSN 0028-792X (englisch, Online [abgerufen am 16. Oktober 2019]).
- Abuses of Power. In: The New Yorker. 22. Oktober 2017 (englisch, Online [abgerufen am 16. Oktober 2019]).
- Harvey Weinstein’s Army of Spies. In: The New Yorker. 6. November 2017, ISSN 0028-792X (englisch, Online [abgerufen am 16. Oktober 2019]).
- Harvey Weinstein’s Secret Settlements. In: The New Yorker. 21. November 2017, ISSN 0028-792X (englisch, Online [abgerufen am 16. Oktober 2019]).